# Marc Garnier
Marc Garnier (* 14. Juli 1947) ist ein französischer Orgelbauer. Er stammt aus einer alten elsässischen Familie. 

## Leben
Marc Garnier studierte nach dem Besuch eines technischen Gymnasiums an der staatlichen Technischen Hochschule in Belfort. Von 1965 bis 1969 machte er eine Lehre in Straßburg beim Orgelbaumeister Kurt Schwenkedel. Anschließend bildete er sich weiter in Hamburg bei Rudolf von Beckerath. Cembalobau lernte er bei Rainer Schütze in Heidelberg.  
Garniers Orgelbauwerkstatt beschäftigt sieben Mitarbeiter und befindet sich seit 1972 in Les Fins. Orgelbauaufträge führten ihn nach Straßburg, Nord- und Süddeutschland, in die Niederlande, die Schweiz, nach Österreich, Jordanien und die USA. In Japan baute er 1991 eine große drehbare Konzertorgel mit zwei Prospekten in der Grand Hall des Tokyo Metropolitan Theatre mit insgesamt 126 Registern und über 9000 Pfeifen, die als eine der bedeutendsten Orgeln des Landes gilt.

## Werke (Auswahl)
| Jahr      | Ort                        | Gebäude                                     | Bild | Manuale | Register | Bemerkungen                                                                             |
| --------- | -------------------------- | ------------------------------------------- | ---- | ------- | -------- | --------------------------------------------------------------------------------------- |
| 1976      | Straßburg                  | Paulskirche (Straßburg)                     |      | II/P    | 14       |                                                                                         |
| 1981      | Metz                       | Kathedrale Saint-Étienne                    |      | II/P    | 10       | Rekonstruktion einer Orgel von Jean de Trêves (1537)                                    |
| 1984      | Belfort                    | Temple Saint-Jean                           |      | II/P    | 24       |                                                                                         |
| 1985      | Ungenach                   | Pfarrkirche                                 |      | II/P    | 15       |                                                                                         |
| 1986      | Kirchheim unter Teck       | Auferstehungskirche                         |      | II/P    | 12       | → Orgel                                                                                 |
| 1986      | Altenburg                  | Ehemalige Pfarrkirche Altenburg             |      | I       | 3        | Restaurierung der Orgel von Ulrich Schreyer (um 1630)                                   |
| 1991      | Tokio                      | Grand Hall des Tokyo Metropolitan Theatre   |      | III+V   | 126      | drehbarer doppelter Prospekt mit drei Orgelwerken verschiedener Stile                   |
| 1995      | Allerheiligen im Mühlkreis | Wallfahrtskirche Allerheiligen im Mühlkreis |      | I/P     | 10       | Restaurierung der Orgel (17. Jh.)                                                       |
| 1996      | Waldshut                   | Versöhnungskirche                           |      | II/P    | 26       | mit Nachtigall und Zimbelstern sowie ergänzendem Orgelpositiv mit vier Registern (1996) |
| 1995–1998 | Rosenwiller                | Mariä Himmelfahrt                           |      | II/P    | 19       |                                                                                         |
| 1999      | Tübingen-Waldhäuser Ost    | Dietrich-Bonhoeffer-Kirche                  |      | II/P    | 10       | Beschreibung: Die Garnier-Orgel in Tübingen Stimmung der Orgel                          |